# Ficus atricha
Ficus atricha är en mullbärsväxtart som beskrevs av D.J.Dixon. Ficus atricha ingår i släktet fikonsläktet, och familjen mullbärsväxter. Inga underarter finns listade i Catalogue of Life.